# Can Joan (Sant Feliu de Buixalleu)
Can Joan és una masia de Sant Feliu de Buixalleu (Selva) inclosa a l'Inventari del Patrimoni Arquitectònic de Catalunya.

## Descripció
Masia orientada al sud-est gairebé en ruïna. Forma part d'un conjunt cobert a dues vessants i dividit en dos habitatges, cadascú d'un propietari diferent. Can Joan és la més antiga i té com a element interessant una senzilla, però bonica, finestra goticitzant, d'arc conopial treballat sobre la pedra en relleu. Les parets són fetes de maçoneria i la porta, també de pedra i amb un arc esculpit sobre la llinda, encara conserva algunes dovelles dels brancals. La resta de l'edifici està en molt mal estat, ja que no hi viu ningú. La seva funció actualment és de magatzem.

## Història
No se'n coneix cap referència documental de la masia, però l'estil de la finestra pot situar-la cap als segles XV-XVI.